# HD 133131
HD 133131 est un système stellaire et planétaire constitué de deux étoiles et de trois planètes, situé dans la constellation zodiacale de la Balance. L'étoile principale est entourée par deux planètes tandis que la seconde étoile abrite la troisième.

## HD 133131

### HD 133131 A

#### HD 133131 Aa
HD 133131 Aa (communément nommée simplement HD 133131 A) est une naine jaune de type spectral G2V.

#### HD 133131 Ab
HD 133131 Bb est la planète connue la plus proche de HD 133131 Aa.

#### HD 133131 Ac
HD 133131 Bb est la deuxième planète connue autour de HD 133131 Aa.

### HD 133131 B

#### HD 133131 Ba
HD 133131 Ba (communément nommée simplement HD 133131 B) est une naine jaune de type spectral G2V.

#### HD 133131 Bb
HD 133131 Bb est la seule planète connue en orbite autour de HD 133131 Ba.